# GB Snowsport

Altes Logo von British Ski and Snowboard (2010–2017)

GB Snowsport (kurz GBS) ist der Dachverband des Vereinigten Königreiches für den Ski- und Snowboardsport.

## Geschichte
Im Februar 2010 wurde der Verband unter dem Namen British Ski and Snowboard (kurz BSS) als Nachfolgeverband der in Insolvenz geratenen British Ski and Snowboard Federation gebildet. Der Verband hat seinen Sitz in London und ist Mitglied des Internationalen Skiverbandes (FIS) sowie der British Olympic Association (BOA). British Ski and Snowboard vertritt, betreut und trainiert Sportler aus den Disziplinen Ski Alpin, Skilanglauf, Freestyle-Skiing und Snowboard, ebenso Telemarken, Geschwindigkeitsskifahren und Skispringen, organisiert nationale Wettkämpfe und vergibt Stipendien. Vorsitzender des Verbandes wurde Lord Moynihan, der unter anderem auch bis 2012 Vorsitzender der British Olympic Association war.
Nach den ersten Medaillengewinnen bei Olympischen Winterspielen 2014 und 2018 wurde der Verband neu organisiert und in GB Snowsport umbenannt. Zudem wurde auch der Behinderten-Wintersport in den Verband integriert.